# Silent Assault
Silent Assault is een videospel voor het platform Nintendo Entertainment System. Het spel werd uitgebracht in 1990. Een buitenaardse macht het alles onder controle behalve om onduidelijke redenen de speler zelf niet. Het doel van het spel is de buitenaartse machten te bestrijden. Het perspectief van het spel wordt weergegeven in de derde persoon. Het spel bestaat uit acht werelden. Aan het begin het spel krijgt de speler drie commando's.

## Ontvangst
| Beoordeeld door                | Datum | Score |
| ------------------------------ | ----- | ----- |
| Joystick (Frans)               | 1990  | 81%   |
| ASM (Aktueller Software Markt) | 1990  | 8%    |